# Korkeasaari (ö i Finland, Södra Savolax, Nyslott, lat 62,13, long 28,46)
Korkeasaari är en ö i Finland. Den ligger i sjön Haukivesi och i kommunen Nyslott i  landskapet Södra Savolax, i den sydöstra delen av landet, 280 km nordost om huvudstaden Helsingfors. Öns area är 2,8 hektar och dess största längd är 340 meter i sydöst-nordvästlig riktning.